# Association Sportive de Kigali
La Association Sportive de Kigali es un equipo de fútbol de Ruanda que juega en la Primera División de Ruanda, la liga de fútbol más importante del país.

## Historia
Fue fundado en el año 2006 en la capital Kigali tras la fusión de los equipos Renaissance Kigali y Kigali FC; y nunca han sido campeones de la máxima categoría. 
Su primer logro importante ha sido en título de copa obtenido en la temporada 2012/13 luego de vencer en la final al AS Muhanga 3-0.
A nivel internacional ha participado en 5 torneos continentales, el primero de ellos fue la Copa Confederación de la CAF 2014, en la cual fueron eliminados en la segunda ronda por el Difaa El Jadida de Marruecos.

## Palmarés
- Copa de Ruanda: 3

2012/13, 2018/19, 2021/22
- Supercopa de Ruanda: 3

2013, 2019, 2022

## Participación en competiciones de la CAF
| Temporada | Torneo                       | Ronda      | Club                 | Casa | Visita | Global      |
| --------- | ---------------------------- | ---------- | -------------------- | ---- | ------ | ----------- |
| 2014      | Copa Confederación de la CAF | Preliminar | Académie Tchité FC   | 1-0  | 1-1    | 2-1         |
| 2014      | Copa Confederación de la CAF | 1          | Al-Ahly Shendi       | 1-0  | 0-1    | 1-1 (5-4 p) |
| 2014      | Copa Confederación de la CAF | 2          | Difaa El Jadida      | 1-0  | 0-3    | 1-3         |
| 2019/20   | Copa Confederación de la CAF | Preliminar | KMC FC               | 0-0  | 2-1    | 2-1         |
| 2019/20   | Copa Confederación de la CAF | 1          | Proline FC           | 1-1  | 1-2    | 2-3         |
| 2020/21   | Copa Confederación de la CAF | Preliminar | Orapa United FC      | 1-0  | 1-2    | 2-2 (a)     |
| 2020/21   | Copa Confederación de la CAF | 1          | KCCA FC              | 2-0  | 1-3    | 3-3 (a)     |
| 2020/21   | Copa Confederación de la CAF | Playoff    | CS Sfaxien           | 1-1  | 1-4    | 2-5         |
| 2021/22   | Copa Confederación de la CAF | 1          | Olympique de Missiri | 6-0  | 2-1    | 8-1         |
| 2021/22   | Copa Confederación de la CAF | 2          | DC Motema Pembe      | 1-2  | 1-2    | 2-4         |
| 2022/23   | Copa Confederación de la CAF | 1          | ASAS Télécom         | 1-0  | 0-0    | 1-0         |
| 2022/23   | Copa Confederación de la CAF | 2          | Al Nasr Benghazi     | 0-0  | 0-1    | 0-1         |